# Galeodes vittatus
Galeodes vittatus är en spindeldjursart som först beskrevs av Roewer 1941.  Galeodes vittatus ingår i släktet Galeodes och familjen Galeodidae. Inga underarter finns listade i Catalogue of Life.